# Kotlasy
Kotlasy település Csehországban, a Žďár nad Sázavou-i járásban. Kotlasy Ostrov nad Oslavou, Pokojov, Radostín nad Oslavou, Znětínek, Sazomín és Březí nad Oslavou településekkel határos. Lakosainak száma 112 fő (2024. január 1.).

## Népesség
A település lakosságának változását az alábbi diagram mutatja:
| Lakosok száma | 197  | 200  | 220  | 188  | 174  | 112  | 111  | 111  | 103  | 112  |
|               | 1869 | 1900 | 1921 | 1961 | 1980 | 2011 | 2016 | 2019 | 2021 | 2024 |